# Artūras Paulauskas
Artūras Paulauskas (/ɐrˈtuːrɐs pɐʊˈɫɐ̂ˑʊskɐs/ ), né le 23 août 1953 à Vilnius, est un homme d'État lituanien, président du Parlement de la République de Lituanie (Seimas) de 2000 à 2006 et président par intérim du pays après la destitution du président Rolandas Paksas.

## Biographie
Artūras Paulauskas suit des études de droit à l'université de Vilnius dont il sort diplômé en 1976. Il poursuit ensuite une carrière rapide dans l'appareil judiciaire de la République socialiste soviétique de Lituanie qui le mène au poste de procureur général adjoint en 1987. Il est nommé procureur général en 1990, poste qu'il quitte en 1995 pour s'engager en politique à partir de 1997, aux côtés de son mentor, le communiste rénovateur Algirdas Brazauskas, alors président de la République.
Lors de l'élection présidentielle de 1998, Brazauskas décide de céder sa place et soutient son dauphin Paulauskas qui se présente sous l'étiquette du Parti lituanien démocrate du travail (LDDP en lituanien). Paulauskas arrive en première position au premier tour avec près de 40 % des suffrages mais se fait tout de même battre par Valdas Adamkus, candidat de centre-droit, dans un second tour très serré avec 49,69 % des voix contre 50,31 %. 
Paulauskas quitte le LDDP et fonde un nouveau parti de centre-gauche, la Nouvelle union (Naujoji sąjunga (socialliberalai) ou NS-SL) en 1998. Aux élections législatives d'octobre 2000, la Nouvelle union de Paulauskas arrive en deuxième position au nombre de suffrages (19,6 %) mais en troisième position pour le nombre de sièges au Seimas (29). Cette position, et des alliances, permettent à Paulauskas de se faire élire président du Seimas le 19 octobre 2000.
Après la destitution du président Rolandas Paksas pour corruption aggravée le 6 avril 2004, Paulauskas est nommé constitutionnellement président par intérim de la Lituanie, poste qu'il assume jusqu'à l'entrée en fonction de Valdas Adamkus, son ancien adversaire, le 12 juillet 2004.
Le 1er février 2008, il est nommé ministre de l'Environnement dans le gouvernement dirigé par Gediminas Kirkilas lors de l'entrée de son parti dans la coalition gouvernementale. En octobre de la même année, la défaite de la coalition sortante aux élections législatives met fin à ses fonctions ministérielles.

## Décorations
- Ordre de l'Étoile blanche d'Estonie de 1re classe, 2004